# Orges (Alt Marne)
Orges és un municipi francès situat al departament de l'Alt Marne i a la regió del Gran Est. L'any 2007 tenia 397 habitants.

## Demografia

### Població
El 2007 la població de fet d'Orges era de 397 persones. Hi havia 152 famílies de les quals 44 eren unipersonals (16 homes vivint sols i 28 dones vivint soles), 36 parelles sense fills, 64 parelles amb fills i 8 famílies monoparentals amb fills.
La població ha evolucionat segons el següent gràfic:
Habitants censats

### Habitatges
El 2007 hi havia 203 habitatges, 155 eren l'habitatge principal de la família, 24 eren segones residències i 24 estaven desocupats. 193 eren cases i 9 eren apartaments. Dels 155 habitatges principals, 120 estaven ocupats pels seus propietaris, 33 estaven llogats i ocupats pels llogaters i 3 estaven cedits a títol gratuït; 1 tenia una cambra, 6 en tenien dues, 9 en tenien tres, 36 en tenien quatre i 104 en tenien cinc o més. 119 habitatges disposaven pel capbaix d'una plaça de pàrquing. A 57 habitatges hi havia un automòbil i a 77 n'hi havia dos o més.

### Piràmide de població
La piràmide de població per edats i sexe el 2009 era:
| Homes | Edats   | Dones |
| ----- | ------- | ----- |
| 0     | 95 o +  | 0     |
| 0     | 90 a 94 | 4     |
| 4     | 85 a 89 | 4     |
| 0     | 80 a 84 | 0     |
| 0     | 75 a 79 | 20    |
| 16    | 70 a 74 | 4     |
| 4     | 65 a 69 | 12    |
| 16    | 60 a 64 | 8     |
| 0     | 55 a 59 | 0     |
| 12    | 50 a 54 | 4     |
| 20    | 45 a 49 | 8     |
| 16    | 40 a 44 | 20    |
| 12    | 35 a 39 | 20    |
| 4     | 30 a 34 | 8     |
| 24    | 25 a 29 | 20    |
| 4     | 20 a 24 | 0     |
| 12    | 15 a 19 | 8     |
| 16    | 10 a 14 | 16    |
| 8     | 5 a 9   | 24    |
| 8     | 0 a 4   | 12    |

## Economia
El 2007 la població en edat de treballar era de 235 persones, 183 eren actives i 52 eren inactives. De les 183 persones actives 172 estaven ocupades (98 homes i 74 dones) i 11 estaven aturades (4 homes i 7 dones). De les 52 persones inactives 12 estaven jubilades, 25 estaven estudiant i 15 estaven classificades com a «altres inactius».

### Ingressos
El 2009 a Orges hi havia 150 unitats fiscals que integraven 382,5 persones, la mediana anual d'ingressos fiscals per persona era de 16.144 €.

### Activitats econòmiques
Dels 13 establiments que hi havia el 2007, 1 era d'una empresa extractiva, 1 d'una empresa alimentària, 2 d'empreses de fabricació d'altres productes industrials, 2 d'empreses de construcció, 3 d'empreses de comerç i reparació d'automòbils, 1 d'una empresa immobiliària, 1 d'una empresa de serveis, 1 d'una entitat de l'administració pública i 1 d'una empresa classificada com a «altres activitats de serveis».
L'únic servei als particulars que hi havia el 2009 era una fusteria.
Dels 2 establiments comercials que hi havia el 2009, 1 era una botiga de més de 120 m² i 1 una botiga de menys de 120 m².
L'any 2000 a Orges hi havia 9 explotacions agrícoles.

## Poblacions més properes
El següent diagrama mostra les poblacions més properes.